# Atletismo nos Jogos Olímpicos de Verão de 2008 - 1500 m feminino
A competição dos 1500 metros feminino dos Jogos Olímpicos de Verão de 2008 foi realizada nos dias 19 e 23 de agosto no Estádio Nacional de Pequim.

## Medalhistas
| Ouro   | KEN Nancy Langat      |
| Prata  | UKR Iryna Lishchynska |
| Bronze | UKR Nataliya Tobias   |

## Recordes
Antes desta prova, os recordes mundial e olímpico eram:
| Mundial  | Qu Yunxia (CHN)  | 3:50:46 | Pequim | 11 de setembro de 1993 |
| Olímpico | Paula Ivan (RUS) | 3:53:96 | Seul   | 1 de outubro de 1988   |

## Calendário
| Agosto          | Agosto | 6 | 7 | 8 | 9 | 10 | 11 | 12 | 13 | 14 | 15 | 16 | 17 | 18 | 19 | 20 | 21 | 22 | 23 | 24 |
| --------------- | ------ | - | - | - | - | -- | -- | -- | -- | -- | -- | -- | -- | -- | -- | -- | -- | -- | -- | -- |
| 1500 m feminino |        |   |   |   |   |    |    |    |    |    |    |    |    |    | Q  |    |    |    | F  |    |

|  | Dia de competição |  | Dia de final |

## Resultados

### Eliminatórias
| #  | Eliminatória | Nome                  | País               | Tempo   | Notas |
| -- | ------------ | --------------------- | ------------------ | ------- | ----- |
| 1  | 3            | Nancy Langat          | KEN Quênia         | 4:03.02 | Q, SB |
| 2  | 3            | Nataliya Tobias       | UKR Ucrânia        | 4:03.19 | Q, SB |
| 3  | 3            | Lisa Dobriskey        | GBR Grã-Bretanha   | 4:03.22 | Q, PB |
| 4  | 3            | Shannon Rowbury       | USA Estados Unidos | 4:03.89 | q     |
| 5  | 3            | Anna Alminova         | RUS Rússia         | 4:04.66 | q     |
| 6  | 1            | Maryam Yusuf Jamal    | BRN Bahrein        | 4:05.14 | Q     |
| 7  | 1            | Natalia Rodríguez     | ESP Espanha        | 4:05.30 | Q     |
| 8  | 1            | Siham Hilali          | MAR Marrocos       | 4:05.36 | Q, SB |
| 9  | 1            | Anna Mishchenko       | UKR Ucrânia        | 4:05.61 | q, PB |
| 10 | 1            | Sarah Jamieson        | AUS Austrália      | 4:06.64 |       |
| 11 | 1            | Stephanie Twell       | GBR Grã-Bretanha   | 4:06.68 |       |
| 12 | 1            | Anna Jakubczak        | POL Polônia        | 4:07.33 |       |
| 13 | 3            | Sylwia Ejdys          | POL Polônia        | 4:08.37 |       |
| 14 | 3            | René Kalmer           | RSA África do Sul  | 4:08.41 |       |
| 15 | 3            | Sonja Roman           | SLO Eslovênia      | 4:08.52 |       |
| 16 | 3            | Liu Qing              | CHN China          | 4:09.27 |       |
| 17 | 1            | Christin Wurth-Thomas | USA Estados Unidos | 4:09.70 |       |
| 18 | 1            | Irene Jelagat         | KEN Quênia         | 4:09.92 |       |
| 19 | 3            | Meskerem Assefa       | ETH Etiópia        | 4:10.04 |       |
| 20 | 2            | Iryna Lishchynska     | UKR Ucrânia        | 4:13.60 | Q     |
| 21 | 2            | Iris Fuentes-Pila     | ESP Espanha        | 4:14.10 | Q     |
| 22 | 2            | Btissam Lakhouad      | MAR Marrocos       | 4:14.34 | Q     |
| 23 | 2            | Susan Scott           | GBR Grã-Bretanha   | 4:14.66 |       |
| 24 | 1            | Konstadína Efedáki    | GRE Grécia         | 4:15.02 |       |
| 25 | 2            | Viola Kibiwot         | KEN Quênia         | 4:15.62 |       |
| 26 | 2            | Gelete Burka          | ETH Etiópia        | 4:15.77 |       |
| 27 | 2            | Agnes Samaria         | NAM Namíbia        | 4:15.80 |       |
| 28 | 2            | Erin Donohue          | USA Estados Unidos | 4:16.05 |       |
| 29 | 2            | Lisa Corrigan         | AUS Austrália      | 4:16.32 |       |
| 30 | 1            | Nahida Touhami        | ALG Argélia        | 4:18.99 |       |
| 31 | 2            | Lidia Chojecka        | POL Polônia        | 4:19.57 |       |
| 32 | 3            | Bouchra Chaabi        | MAR Marrocos       | 4:19.89 |       |
| 33 | 2            | Domingas Togna        | GBS Guiné-Bissau   | 5:05.76 | NR    |

### Final
| #                 | Nome               | País               | Tempo   | Notas |
| ----------------- | ------------------ | ------------------ | ------- | ----- |
| Medalha de ouro   | Nancy Langat       | KEN Quênia         | 4:00.23 | PB    |
| Medalha de prata  | Iryna Lishchynska  | UKR Ucrânia        | 4:01.63 |       |
| Medalha de bronze | Nataliya Tobias    | UKR Ucrânia        | 4:01.78 | PB    |
| 4                 | Lisa Dobriskey     | GBR Grã-Bretanha   | 4:02.10 | PB    |
| 5                 | Maryam Yusuf Jamal | BRN Bahrein        | 4:02.71 |       |
| 6                 | Natalia Rodríguez  | ESP Espanha        | 4:03.19 | SB    |
| 7                 | Shannon Rowbury    | USA Estados Unidos | 4:03.58 |       |
| 8                 | Iris Fuentes-Pila  | ESP Espanha        | 4:04.86 |       |
| 9                 | Anna Mishchenko    | UKR Ucrânia        | 4:05.13 | PB    |
| 10                | Siham Hilali       | MAR Marrocos       | 4:05.57 |       |
| 11                | Anna Alminova      | RUS Rússia         | 4:06.99 |       |
| 12                | Btissam Lakhouad   | MAR Marrocos       | 4:07.25 |       |

Legenda
| Recorde mundial      | Recorde mundial (World record)               |                       | Recorde africano                      | Recorde africano (African) |                                           | Q | Classificado por posição (Qualified) |
| Recorde olímpico     | Recorde olímpico (Olympic record)            | Recorde da América    | Recorde da América (Americas)         | q                          | Classificado por melhor tempo (Qualified) |   |                                      |
| Melhor marca do ano  | Melhor marca do ano (World leading)          | Recorde asiático      | Recorde asiático (Asian)              | DNS                        | Não largou (Did not start)                |   |                                      |
| Recorde nacional     | Recorde nacional (National record)           | Recorde europeu       | Recorde europeu (European)            | DNF                        | Não terminou (Did not finish)             |   |                                      |
| Recorde pessoal      | Recorde pessoal do atleta (Personal best)    | Recorde da Oceania    | Recorde da Oceania (Oceania)          | DSQ / DQ                   | Desclassificado (Disqualified)            |   |                                      |
| Recorde da temporada | Recorde da temporada do atleta (Season best) | Recorde sul-americano | Recorde sul-americano (South America) | NM                         | Sem marca (No mark)                       |   |                                      |